# ISO/IEC 17025
ISO/IEC 17025 «General requirements for the competence of testing and calibration laboratories» (с англ. — «Общие требования к компетентности испытательных и калибровочных лабораторий») и идентичные ему российский ГОСТ ИСО/МЭК 17025 , украинский ДСТУ ISO/IEC 17025 , белорусский СТБ ИСО/МЭК 17025-2007 — стандарт менеджмента качества испытательных и калибровочных лабораторий. Англоязычная версия впервые принята в 1999 году. Стандарт выдвигает ряд требований, которые должны выполнять испытательные и калибровочные лаборатории, если они хотят продемонстрировать, что они технически компетентны и способны получать технически обоснованные результаты.
Применение настоящего стандарта должно способствовать сотрудничеству между лабораториями и другими органами, в частности упрощению признания результатов испытаний и калибровок разными странами.
В основе стандарта ISO/IEC 17025 лежит модель менеджмента качества ISO 9001 с учетом специфики метрологических организаций. В частности, стандарт оперирует такими отсутствовавшими в ISO 9001 понятиями как аккредитация лаборатории национальными регулирующими органами и область технической компетенции лаборатории. Выполнение требований стандарта ISO/IEC 17025 также означает соответствие стандарту ISO 9001.